# VfL 04 Leipzig
VfL 04 Leipzig was een Duitse voetbalclub uit Leipzig, Saksen.

## Geschiedenis
De club werd op 4 oktober 1904 opgericht als FC Preußen Leipzig. De club was aangesloten bij de Midden-Duitse voetbalbond en speelde in de competitie van Noordwest-Saksen. In 1911/12 speelde de club in de tweede klasse, maar werd slechts voorlaatste.
Op 11 september 1919 werd de naam gewijzigd in FC Preußen-Borussia Leipzig en op 17 juni 1922 in VfL 04 Leipzig. Na een aantal jaar in de derde klasse promoveerde de club in 1928 naar de tweede klasse waar de club tot 1932 speelde. Daarna verdween de club uit de tabellen, of ze toen al opgeheven werd is niet meer bekend.